# Сільське господарство Грузії

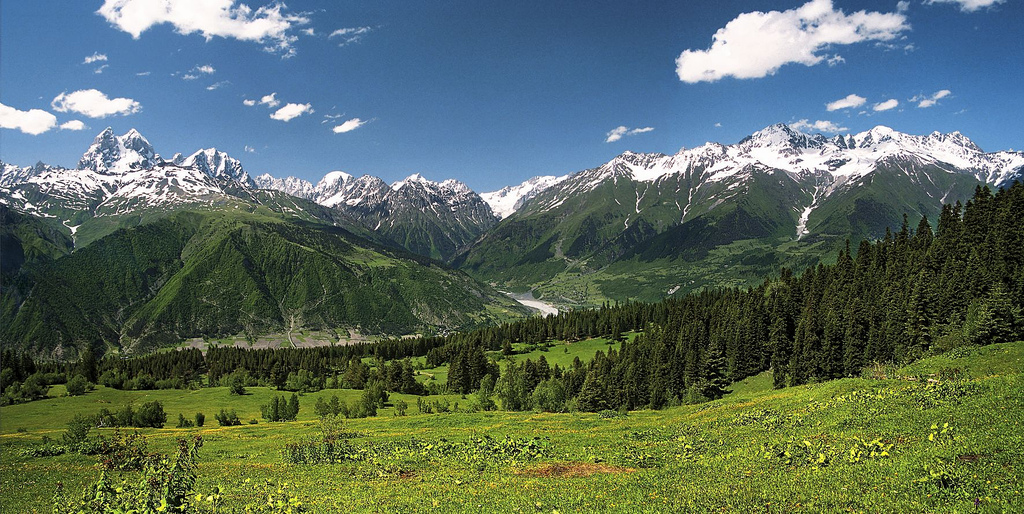
Клімат Грузії ідеально підходить для вирощування кукурудзи та збору винограду і чаю

Клімат і ґрунт Грузії зробили сільське господарство одним з найпродуктивніших секторів економіки. У радянський період заболочені райони на заході були осушені, а посушливі регіони на сході були врятовані складною іригаційної(зрошувальною) системою, яка дозволила сільському господарству Грузії розширити виробництво в десять разів між 1918 і 1980 роками. Виробництво було складним в радянський період, в результаті нераціонального розподілу сільськогосподарських земель, первинних зернових полів для вирощування чаю і надмірної спеціалізації. Зусилля Грузії щодо трудомістких культур, таких як чай і виноград, утримували сільську робочу силу на незадовільному рівні продуктивності. Близько 25 % грузинської робочої сили займалися сільським господарством в 1990 році; в 1970 році ця цифра була 37 %. Навесні 1993 року посіви ярих культур були скорочені на третину на державних землях і значно на приватних землях, через брак палива і обладнання. У першій половині 1993 року загальне сільськогосподарське виробництво було на 35 відсотків менше, ніж за відповідний період 1992 року.
Вирощування тютюну на схилах Кавказьких гір лежить в основі тютюново-ферментаційної промисловості. Важливою галуззю спеціалізації є субтропічне господарство, на базі якого розвиваються чайна та ефіроолійна промисловість, вирощування та переробка цитрусових та інших субтропічних культур.
Головні зернові культури — озима пшениця і кукурудза. Пшеницю вирощують у Східній, кукурудзу — у Західній Грузії. Гірські території спеціалізуються на тваринництві. Головні галузі тваринництва — скотарство, вівчарство (гірські і східні райони), свинарство (західні райони Грузії). Розвинуте птахівництво. Розвиток тваринництва ускладнюється такими чинниками як висока щільність тварин на землі, низький рівень механізації і практики відгінного вівчарства.
Станом на 2011 рік було посіяно 281,000 га землі, що становить 35,0 % орних земель; Було зареєстровано 1,823,000 голів худоби; агробізнес становив 9,3 % національного ВВП. Попередні дані за 2012 рік свідчать, що внесок агробізнесу становить 8,4 % ВВП.

## Культури

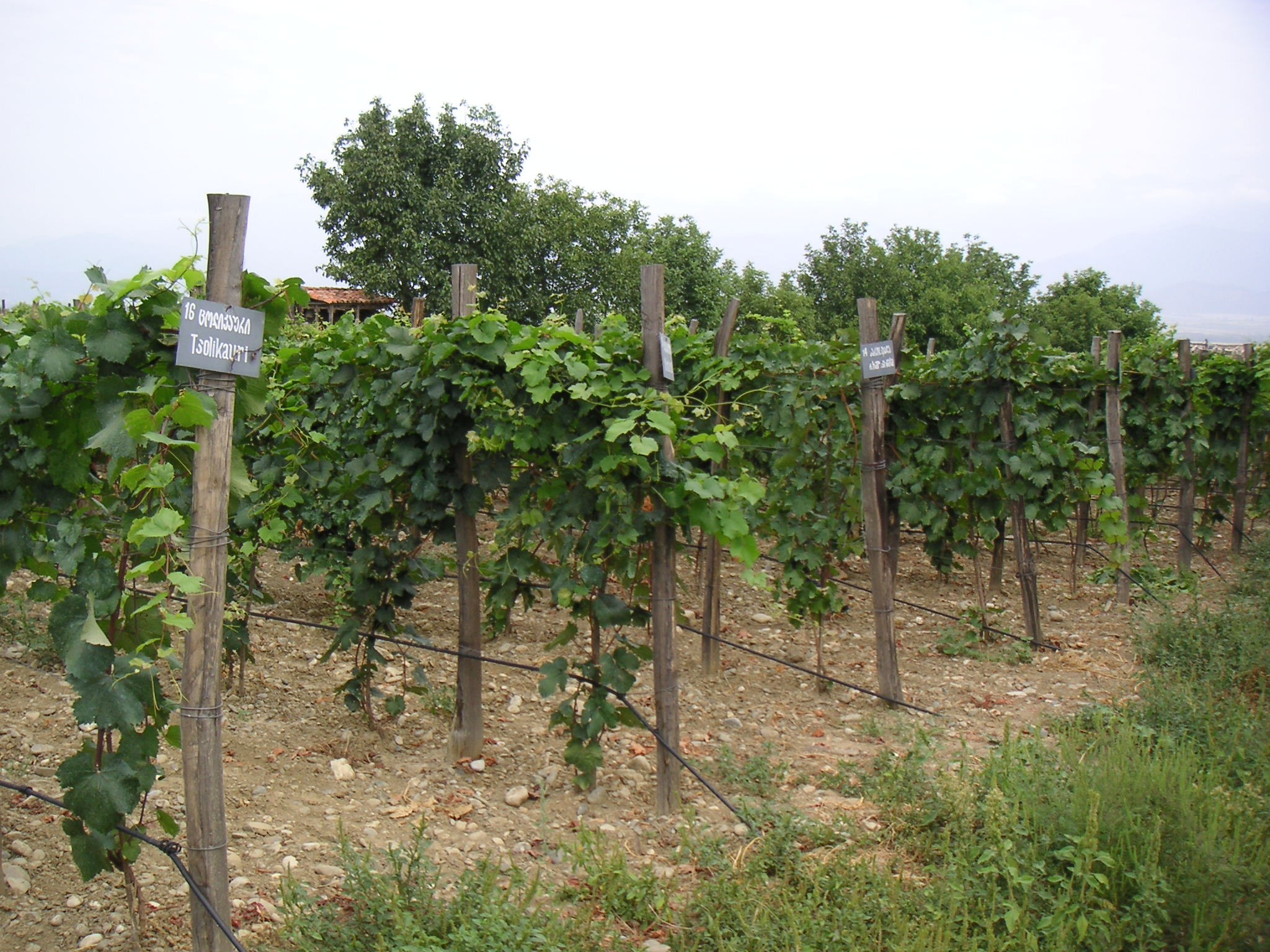
Експериментальні виноградники в Грузії

У 1993 році близько 85 відсотків оброблюваних земель, за винятком садів, виноградників і чайних плантацій, було присвячено зерновим культурам. В рамках цієї категорії кукурудза виросла на 40 % землі, а озима пшениця — на 37 %. Другий за значимістю сільськогосподарський продукт — вино. У Грузії одна з найстаріших і найкращих в світі традицій виноробства; археологічні знахідки показують, що вино було зроблено в Грузії ще в 300 році до н. е. У 1990 році діяло близько 40 великих виноробних підприємств, і було виготовлено близько 500 видів місцевих вин. Центром виноробної промисловості є Кахетія в Східній Грузії. Грузія також відома високою якістю своїх мінеральних вод, наприклад Боржомі.
Іншими важливими культурами є чай, цитрусові і не цитрусові фрукти, на які припадає відповідно 18,3 %, 7,7 % і 8,4 % сільськогосподарського виробництва Грузії. Вирощування чаю і цитрусових обмежується західним узбережжям. На чай припадає 36 % продукції великої харчової промисловості, хоча якість грузинського чаю помітно знизилася при радянському керівництві в 1970-х і 1980-х роках. Тваринництво, в основному розведення великої рогатої худоби, свиней та овець, становить близько 25 % сільськогосподарського виробництва Грузії, хоча висока щільність і низька механізація перешкоджають ефективності.
До 1992 року інші радянські республіки купували 95 відсотків переробленого чаю в Грузії, 62 відсотки свого вина і 70 відсотків своїх консервів. У свою чергу, Грузія залежала від Росії на 75 відсотків свого зерна. Третина м'яса Грузії і 60 відсотків молочних продуктів були поставлені за межі республіки. Нездатність врегулювати ці відносини призвела до продовольчої кризи в Грузії на початку 1990-х років.

## Розподіл землі

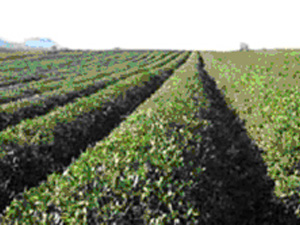
Чайна плантація в Гурії, недавно реабілітована проектом USAID щодо підтримки фермерів в Грузії

За радянських часів сільське господарство Грузії характеризувалось абсолютною державною власністю всіх сільськогосподарських угідь і концентрацією виробництва в великих колективних господарствах, які становили в середньому 428 гектарів. Коли Грузія стала незалежною після розпаду Радянського Союзу в кінці 1991 року, вся країна була в повному безладі перед лицем запеклої громадянської війни. Грузинське сільське господарство розвалилося, і земля, що належала великим колгоспам, швидко поширилася серед сільських домашніх господарств, які намагалися уникнути голоду голоду. Ця крайня мета була досягнута, тому що грузинське сільське господарство швидко оговталося в 1993-1995 роках. Відновлення викликало збільшення обсягу сільськогосподарського виробництва в останні роки на 25-30 % вище його найнижчого рівня в 1993 році, проте початковий обвал був настільки драматичним, що обсяг сільськогосподарського виробництва в 2006 році був на 40 % нижче, ніж в 1990 році.
Навіть за радянської влади у Грузії був енергійний приватний сільськогосподарський сектор, що виробляє урожай і худобу на невеликих ділянках, виділених сільським жителям і мешканцям міста в довічне успадковане володіння. У 1990 році, згідно з офіційною статистикою, приватний сектор забезпечив 46 % валової продукції сільського господарства, а приватне виробництво в середньому було приблизно в два рази вище, ніж в радгоспах.
Як і в випадку приватизації підприємств, президент Гамсахурдіа відклав проведення систематичної земельної реформи, оскільки побоювався, що місцеві мафії будуть домінувати в процесі перерозподілу. Але протягом кількох тижнів після його вигнання на початку 1992 року новий уряд випустив резолюцію про земельну реформу, що передбачала надання земельних дотацій в половину гектара окремим особам з умовою, що земля буде оброблятися. У кожному селі були створені комісії для інвентаризації земельних ділянок і визначення тих, які будуть приватизовані. Були встановлені обмеження на те, що нові «власники» могли б робити зі своєю землею, а потенційні приватні фермери зіткнулися з серйозними проблемами в отриманні насіння, добрив і обладнання. До кінця 1993 року більше половини оброблюваних земель знаходилося в приватних руках. Невеликі ділянки були надані жителям міста безкоштовно, щоб полегшити гострий брак продовольства в цьому році.

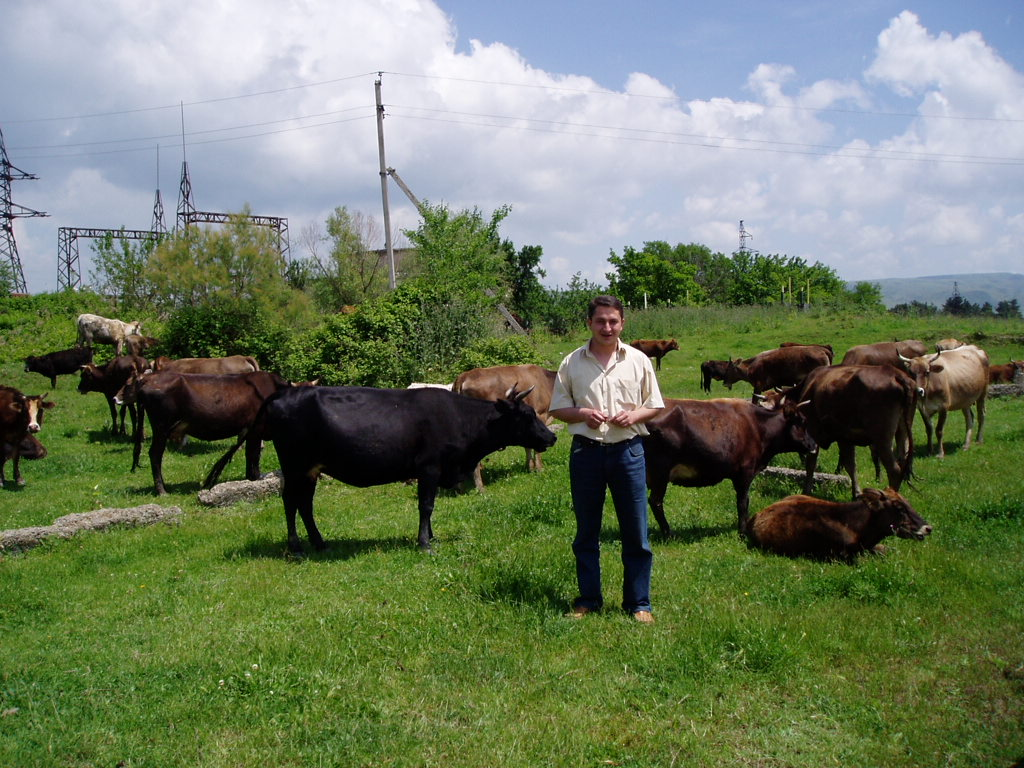
Фермер і його худоба на недавно приватизованій фермі за межами Тбілісі

Грузія повністю індивідуалізувала сільське господарство вже в 1992—1993 роках. В даний час індивідуальний сектор в Грузії виробляє майже 100 % сільськогосподарського виробництва, в порівнянні з 40 % до 1990 року. Перехід виробництва в окремий сектор є відображенням різкого збільшення земельних володінь сільських домашніх господарств. До 1990 року тільки 7 % сільськогосподарських угідь було індивідуального використанням. Десять років по тому, у 2000 році, 37 % сільськогосподарських земель (або понад 70 % орних земель) використовуються окремими фермерами.
Універсальність розподілу землі серед сільських сімей забезпечувала відносно невеликі запаси. Таким чином, середній розмір індивідуального господарства в Грузії становить 0,96 га, і тільки 5 % господарств більше 2 га.
Розподіл розмірів окремих ферм в Грузії (початок 2000-х років)
| Розмір ферми    | Відсоток окремих ферм |
| --------------- | --------------------- |
| До 0,5 га       | 22.1                  |
| 0,5-1 га        | 29.7                  |
| 1-2 га          | 43.6                  |
| Більше 2 га     | 4.6                   |
| Середній розмір | 0.96 га               |

## Залучення іноземних фермерів

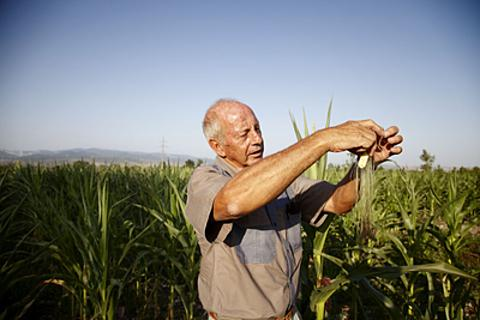
Південноафриканський фермер в Грузії

Нещодавно Сандра Рулофс, народжена в Нідерландах дружина екс-президента Грузії Міхеіла Саакашвілі, просунула програму, що заохочує південноафриканських фермерів мігрувати до Грузії. Країна активно набирає африканських фермерів, щоб допомогти відродити віджиле сільське господарство країни. За 20 років, що минули після розпаду Радянського Союзу, половина сільськогосподарських угідь Грузії вийшла з ладу.
Індійські фермери (в основному з Пенджабу) також проявили інтерес і інвестували в сільське господарство Грузії. Пенджабські фермери відомі своєю наполегливою роботою, а Пенджаб називають продовольчим кошиком Індії. На жаль, більшість з них повернулися до Індії, оскільки зіткнулися з численними проблемами збуту своїх врожаїв і неодноразово відмовлялися від апеляцій на отримання виду на проживання.